# Babski wieczór
Babski wieczór – brytyjska tragikomedia z 1998 roku.

## Główne role
- Brenda Blethyn – Dawn Wilkinson
- Julie Walters – Jackie Simpson
- Sue Cleaver – Rita
- Meera Syal – Carmen
- Margo Stanley – Irene
- Maggie Tagney – Anne Marie
- Fine Time Fontayne – Ken
- Philip Jackson – Dave Simpson
- George Costigan – Steve Wilkinson
- Anthony Lewis – Mathew
- Maxine Peake – Sharon
- James Gaddas – Paul
- Penelope Woodman – Christine
- Sophie Stanton – Jane
- Kris Kristofferson – Cody

## Fabuła
Dawn i Jackie to dwie 40-letnie przyjaciółki, które znają się od bardzo dawna. Dawn jest jednocześnie szwagierką Jackie i wygrywa w bingo sto tysięcy funtów. Po otrzymaniu wygranej trafia do szpitala. Tam dowiaduje się, że ma nowotwór mózgu. Gdy Jackie dowiaduje się o wszystkim, decyduje się zrealizować marzenie przyjaciółki – wspólnie wyjeżdżają do Las Vegas.